# Хаскелл, Роберт
Роберт Хаскелл (англ. Robert Haskell; 24 августа 1903 — 3 декабря 1987) — американский политик-республиканец, 65-й губернатор штата Мэн.
B 1925 году Хаскелл окончил Университет Мэна с дипломом инженера. Вскоре устроился в Bangor Hydro-Electric Company инженером-конструктором, а в 1958 стал президентом. Его политическая карьера началась в 1945 году, когда он был избран в Палату представителей Мэна. В 1947 избран в Сенат Мэна, где два срока был лидером большинства, а два председателем Сената. Другие сенаторы прозвали его «Логарифмист Боб» из-за того, что он отличался математическими способностями.
2 января 1959 губернатор Эдмунд Маски официально подал в отставку, чтобы занять кресло в Сенате. До инаугурации избранного губернатора Клинтона Клосона оставалось пять дней, и поэтому председатель Сената штата Мэн, согласно линии наследования полномочий, занял должность губернатора. После этого он оставил политику, но продолжил возглавлять Bangor Hydro-Electric Company. Также он являлся опекуном Университетa Мэна.
Умер 3 декабря 1987 года в своём родном городе Бангоре.